# Lista planetelor minore/180001–180100
Aceasta este Lista planetelor minore/180001–180100; pentru a naviga prin lista completă vezi Lista planetelor minore.
Pentru ale detalii vezi și Proiect:Astronomie sau Portal:Astronomie.
| Nume     | Denumire provizorie | Data descoperirii | Locul descoperirii  | Descoperitor(i)              |
| -------- | ------------------- | ----------------- | ------------------- | ---------------------------- |
| 180001 - | 2002 YZ             | 27 decembrie 2002 | Anderson Mesa       | LONEOS                       |
| 180002 - | 2002 YD4            | 28 decembrie 2002 | Anderson Mesa       | LONEOS                       |
| 180003 - | 2002 YU5            | 27 decembrie 2002 | Anderson Mesa       | LONEOS                       |
| 180004 - | 2002 YY8            | 31 decembrie 2002 | Socorro             | LINEAR                       |
| 180005 - | 2002 YQ12           | 31 decembrie 2002 | Socorro             | LINEAR                       |
| 180006 - | 2002 YQ13           | 31 decembrie 2002 | Socorro             | LINEAR                       |
| 180007 - | 2002 YM14           | 31 decembrie 2002 | Socorro             | LINEAR                       |
| 180008 - | 2002 YZ18           | 31 decembrie 2002 | Socorro             | LINEAR                       |
| 180009 - | 2002 YY20           | 31 decembrie 2002 | Socorro             | LINEAR                       |
| 180010 - | 2002 YR22           | 31 decembrie 2002 | Socorro             | LINEAR                       |
| 180011 - | 2002 YO25           | 31 decembrie 2002 | Socorro             | LINEAR                       |
| 180012 - | 2002 YM26           | 31 decembrie 2002 | Socorro             | LINEAR                       |
| 180013 - | 2002 YV26           | 31 decembrie 2002 | Socorro             | LINEAR                       |
| 180014 - | 2002 YP32           | 27 decembrie 2002 | Palomar             | NEAT                         |
| 180015 - | 2003 AH1            | 1 ianuarie 2003   | Socorro             | LINEAR                       |
| 180016 - | 2003 AW1            | 2 ianuarie 2003   | Socorro             | LINEAR                       |
| 180017 - | 2003 AJ2            | 2 ianuarie 2003   | Socorro             | LINEAR                       |
| 180018 - | 2003 AU8            | 3 ianuarie 2003   | Socorro             | LINEAR                       |
| 180019 - | 2003 AR10           | 1 ianuarie 2003   | Socorro             | LINEAR                       |
| 180020 - | 2003 AO12           | 1 ianuarie 2003   | Socorro             | LINEAR                       |
| 180021 - | 2003 AP14           | 2 ianuarie 2003   | Socorro             | LINEAR                       |
| 180022 - | 2003 AD16           | 4 ianuarie 2003   | Socorro             | LINEAR                       |
| 180023 - | 2003 AU16           | 5 ianuarie 2003   | Anderson Mesa       | LONEOS                       |
| 180024 - | 2003 AO17           | 4 ianuarie 2003   | Socorro             | LINEAR                       |
| 180025 - | 2003 AU20           | 5 ianuarie 2003   | Socorro             | LINEAR                       |
| 180026 - | 2003 AD22           | 5 ianuarie 2003   | Socorro             | LINEAR                       |
| 180027 - | 2003 AY24           | 4 ianuarie 2003   | Socorro             | LINEAR                       |
| 180028 - | 2003 AM33           | 5 ianuarie 2003   | Socorro             | LINEAR                       |
| 180029 - | 2003 AS37           | 7 ianuarie 2003   | Socorro             | LINEAR                       |
| 180030 - | 2003 AM39           | 7 ianuarie 2003   | Socorro             | LINEAR                       |
| 180031 - | 2003 AR43           | 5 ianuarie 2003   | Socorro             | LINEAR                       |
| 180032 - | 2003 AU44           | 5 ianuarie 2003   | Socorro             | LINEAR                       |
| 180033 - | 2003 AV48           | 5 ianuarie 2003   | Socorro             | LINEAR                       |
| 180034 - | 2003 AH52           | 5 ianuarie 2003   | Socorro             | LINEAR                       |
| 180035 - | 2003 AG60           | 5 ianuarie 2003   | Socorro             | LINEAR                       |
| 180036 - | 2003 AD63           | 8 ianuarie 2003   | Socorro             | LINEAR                       |
| 180037 - | 2003 AD65           | 7 ianuarie 2003   | Socorro             | LINEAR                       |
| 180038 - | 2003 AO66           | 7 ianuarie 2003   | Socorro             | LINEAR                       |
| 180039 - | 2003 AR67           | 8 ianuarie 2003   | Socorro             | LINEAR                       |
| 180040 - | 2003 AX72           | 10 ianuarie 2003  | Socorro             | LINEAR                       |
| 180041 - | 2003 AY72           | 10 ianuarie 2003  | Socorro             | LINEAR                       |
| 180042 - | 2003 AQ75           | 10 ianuarie 2003  | Socorro             | LINEAR                       |
| 180043 - | 2003 AF77           | 10 ianuarie 2003  | Socorro             | LINEAR                       |
| 180044 - | 2003 AJ88           | 2 ianuarie 2003   | Socorro             | LINEAR                       |
| 180045 - | 2003 AR91           | 5 ianuarie 2003   | Anderson Mesa       | LONEOS                       |
| 180046 - | 2003 BB5            | 24 ianuarie 2003  | La Silla            | A. Boattini⁠(d), H. Scholl⁠(d) |
| 180047 - | 2003 BM9            | 26 ianuarie 2003  | Palomar             | NEAT                         |
| 180048 - | 2003 BH10           | 26 ianuarie 2003  | Palomar             | NEAT                         |
| 180049 - | 2003 BN14           | 26 ianuarie 2003  | Haleakala           | NEAT                         |
| 180050 - | 2003 BR21           | 27 ianuarie 2003  | Socorro             | LINEAR                       |
| 180051 - | 2003 BJ22           | 25 ianuarie 2003  | Palomar             | NEAT                         |
| 180052 - | 2003 BU23           | 25 ianuarie 2003  | Palomar             | NEAT                         |
| 180053 - | 2003 BU25           | 26 ianuarie 2003  | Palomar             | NEAT                         |
| 180054 - | 2003 BY30           | 27 ianuarie 2003  | Socorro             | LINEAR                       |
| 180055 - | 2003 BR32           | 27 ianuarie 2003  | Kitt Peak           | Spacewatch                   |
| 180056 - | 2003 BO39           | 27 ianuarie 2003  | Socorro             | LINEAR                       |
| 180057 - | 2003 BU45           | 30 ianuarie 2003  | Palomar             | NEAT                         |
| 180058 - | 2003 BM50           | 27 ianuarie 2003  | Socorro             | LINEAR                       |
| 180059 - | 2003 BL65           | 30 ianuarie 2003  | Anderson Mesa       | LONEOS                       |
| 180060 - | 2003 BV65           | 30 ianuarie 2003  | Socorro             | LINEAR                       |
| 180061 - | 2003 BG66           | 30 ianuarie 2003  | Anderson Mesa       | LONEOS                       |
| 180062 - | 2003 BT71           | 28 ianuarie 2003  | Socorro             | LINEAR                       |
| 180063 - | 2003 BC76           | 29 ianuarie 2003  | Palomar             | NEAT                         |
| 180064 - | 2003 BP78           | 31 ianuarie 2003  | Socorro             | LINEAR                       |
| 180065 - | 2003 BF79           | 31 ianuarie 2003  | Anderson Mesa       | LONEOS                       |
| 180066 - | 2003 BN79           | 31 ianuarie 2003  | Anderson Mesa       | LONEOS                       |
| 180067 - | 2003 BY80           | 30 ianuarie 2003  | Anderson Mesa       | LONEOS                       |
| 180068 - | 2003 BK82           | 31 ianuarie 2003  | Socorro             | LINEAR                       |
| 180069 - | 2003 BW82           | 31 ianuarie 2003  | Socorro             | LINEAR                       |
| 180070 - | 2003 BU90           | 31 ianuarie 2003  | Socorro             | LINEAR                       |
| 180071 - | 2003 BH92           | 26 ianuarie 2003  | Anderson Mesa       | LONEOS                       |
| 180072 - | 2003 CS2            | 2 februarie 2003  | Socorro             | LINEAR                       |
| 180073 - | 2003 CX2            | 2 februarie 2003  | Socorro             | LINEAR                       |
| 180074 - | 2003 CB4            | 1 februarie 2003  | Socorro             | LINEAR                       |
| 180075 - | 2003 CM12           | 2 februarie 2003  | Palomar             | NEAT                         |
| 180076 - | 2003 CO12           | 2 februarie 2003  | Palomar             | NEAT                         |
| 180077 - | 2003 CZ21           | 3 februarie 2003  | Goodricke-Pigott⁠(d) | J. W. Kessel⁠(d)              |
| 180078 - | 2003 CG25           | 5 februarie 2003  | Haleakala           | NEAT                         |
| 180079 - | 2003 DU2            | 22 februarie 2003 | Desert Eagle        | W. K. Y. Yeung               |
| 180080 - | 2003 DZ10           | 26 februarie 2003 | Socorro             | LINEAR                       |
| 180081 - | 2003 DA11           | 23 februarie 2003 | Kitt Peak           | Spacewatch                   |
| 180082 - | 2003 DZ11           | 25 februarie 2003 | Campo Imperatore⁠(d) | CINEOS⁠(d)                    |
| 180083 - | 2003 DT19           | 22 februarie 2003 | Palomar             | NEAT                         |
| 180084 - | 2003 DV24           | 23 februarie 2003 | Kitt Peak           | Spacewatch                   |
| 180085 - | 2003 EW1            | 3 martie 2003     | Palomar             | NEAT                         |
| 180086 - | 2003 EE4            | 6 martie 2003     | Socorro             | LINEAR                       |
| 180087 - | 2003 EL8            | 6 martie 2003     | Anderson Mesa       | LONEOS                       |
| 180088 - | 2003 EQ27           | 6 martie 2003     | Socorro             | LINEAR                       |
| 180089 - | 2003 ER27           | 6 martie 2003     | Socorro             | LINEAR                       |
| 180090 - | 2003 EX28           | 6 martie 2003     | Socorro             | LINEAR                       |
| 180091 - | 2003 ED32           | 7 martie 2003     | Socorro             | LINEAR                       |
| 180092 - | 2003 EC36           | 7 martie 2003     | Anderson Mesa       | LONEOS                       |
| 180093 - | 2003 EJ41           | 9 martie 2003     | Kitt Peak           | Spacewatch                   |
| 180094 - | 2003 EA42           | 7 martie 2003     | Anderson Mesa       | LONEOS                       |
| 180095 - | 2003 EA46           | 7 martie 2003     | Socorro             | LINEAR                       |
| 180096 - | 2003 EH49           | 10 martie 2003    | Anderson Mesa       | LONEOS                       |
| 180097 - | 2003 EF53           | 8 martie 2003     | Palomar             | NEAT                         |
| 180098 - | 2003 EF60           | 6 martie 2003     | Goodricke-Pigott⁠(d) | R. A. Tucker⁠(d)              |
| 180099 - | 2003 EY62           | 10 martie 2003    | Campo Imperatore⁠(d) | CINEOS⁠(d)                    |
| 180100 - | 2003 FT2            | 23 martie 2003    | Palomar             | NEAT                         |